# Zbigniew Gut
Zbigniew Gut (Wymiarki, 17 april 1949 – Saint-Jean-de-Maurienne (Frankrijk), 27 maart 2010) was een Pools voetballer.
De verdediger Gut speelde het grootste deel van zijn carrière bij Odra Opole. Daarnaast speelde hij bij Iskra Wymiarki, Promień Żary en Lech Poznań. In Frankrijk speelde hij bij vanaf 1980 bij Paris FC, Stade Français en Red Star Paris.
Gut kwam in totaal elf keer uit voor het Pools nationaal elftal, onder meer op de Olympische Spelen van 1972 en het Wereldkampioenschap voetbal 1974.